# Asolif
La Federación Nacional de Empresas de Software Libre o Asolif (de Asociaciones de Software Libre Federadas) es una federación de empresas españolas de software libre. Se creó a principios de 2008 y la forman más de 200 empresas del sector, divididas en nueve asociaciones regionales, de Andalucía, Aragón, Canarias, Castilla y León, Cataluña, Comunidad de Madrid, Comunidad Valenciana, Galicia y País Vasco. Sus objetivos son defender y promocionar los intereses de las empresas dedicadas al software libre.
Asolif nació el 28 de febrero de 2008, y fijó su sede en Almendralejo (Badajoz), tras firmar un convenio de colaboración con Cenatic (Centro Nacional de Referencia de Aplicación de las TIC basadas en fuentes abiertas), que tiene su sede en esa localidad. Inicialmente se había fijado su fecha de creación para el 1 de junio de 2007, cuando las asociaciones empresariales de software libre de Canarias, País Vasco y Cataluña decidieron crear una federación en el III Congreso de Software Libre de Badajoz.
Asolif organiza actividades y eventos para promocionar el uso de software libre, como el Encuentro ASOLIF de Empresas de Software Libre, o el DemoLibre, y actividades para la formación de trabajadores, como el proyectoOpenJob.